# فرانسيس هودسون برنيت
فرانسيس هودسون برنيت (بالإنجليزية: Frances Hodgson Burnett)‏ هي كاتبة إنجليزية ولدت في مانشستر في نوفمبر 1849 من عائلة فقيرة جداً انتقلت برفقة عائلتها إلى العالم الجديد أمريكا.
كانت تنشر بعض أعمالها في الصحف لتقيم أود ((أي: تعيل)) عائلتها. عرفت فيما بعد بأهتمامها بأدب الأطفال فهي أديبة ومؤلفة مسرحية.

## سيرتها الذاتية
نشرت كتاباتها في بدايتها في (كتاب السيدة جودي)وهو عبارة عن مجلة أدبية تنشر بين ثناياها الأعمال النسائية وكان ذلك في]
عقدت قرانها على الدكتور سوان برنيت في واشنطن في عام 1873.
أهم أعمالها:
- رواية (هاورثز) (1879) fs
- رواية (لوزينا) (1880)
- رواية (الهمجي الجميل) (1881)
- رواية (في أثناء الإدارة) (1883).

بالإضافة لذلك كتبت مسرحية بعنوان (إزمرالادا) عام 1881 بمساعدة الممثل وليام هوكر جليت.
وفي عام 1886 نشرت رواية اللورد الصغير فونتلروي، وقد بيع منها أكثر من نصف مليون نسخة.
في عام 1898 حصلت على طلاقها من السيد برنيت، وتروجت مرة أخرى من السيد ستيفن تاونسند وكان في عام (1900) كان زوجها الثاني رجل أعمال لم يدم زواجهما إلا عامين فقط وحصل طلاقهما في عام 1902.
ومن أعمالها (ساره كريو) في عام (1888)، ثم أعادت صيغتها في عام 1905 بعنوان الأميرة الصغيرة. كما لاقت مسيرحتها سيدة استقراطية استحساناً وصدىً كبيرين لدى القراء آنذاك، واعتُبرت من أفضل مسرحيتها على الإطلاق، وأيضا رواية الحديقة السرية 1911 هي الرواية التي خلدت في قلوب الأطفال ولا تزال محبوبة لدى الأطفال، وفي عام 1915 نشرت رواية الأمير التائه نشرت في كندا في عام 1922 رواية رئيس بيت كومب.
نشرت رواية (عمل الماركيزة) عام 1911، وذكرت الأديبة الإنكليزية نانسي متفورد بأنه من أفضل الكتب التي قرأتها وكما ذكرته في روايتها حب في طقس قارص.
في عام 1893 نشرت مذكرات شبابها تحت عنوان الامر الذي عرفت من قبل الجميع، ومن منتصف عام 1890 عاشت بشكل رئيسي في إنجلترا، ولاسيما في قاعة مايثام العظيمة.
عاشت فيها من عام (1897 إلى 1907) حيث اكتشفت الحديقة السرية، بيد أنها غادرت إنجلترا إلى الولايات المتحدة بعد أن حصلت على الجنسية الأمريكية في عام 1905.

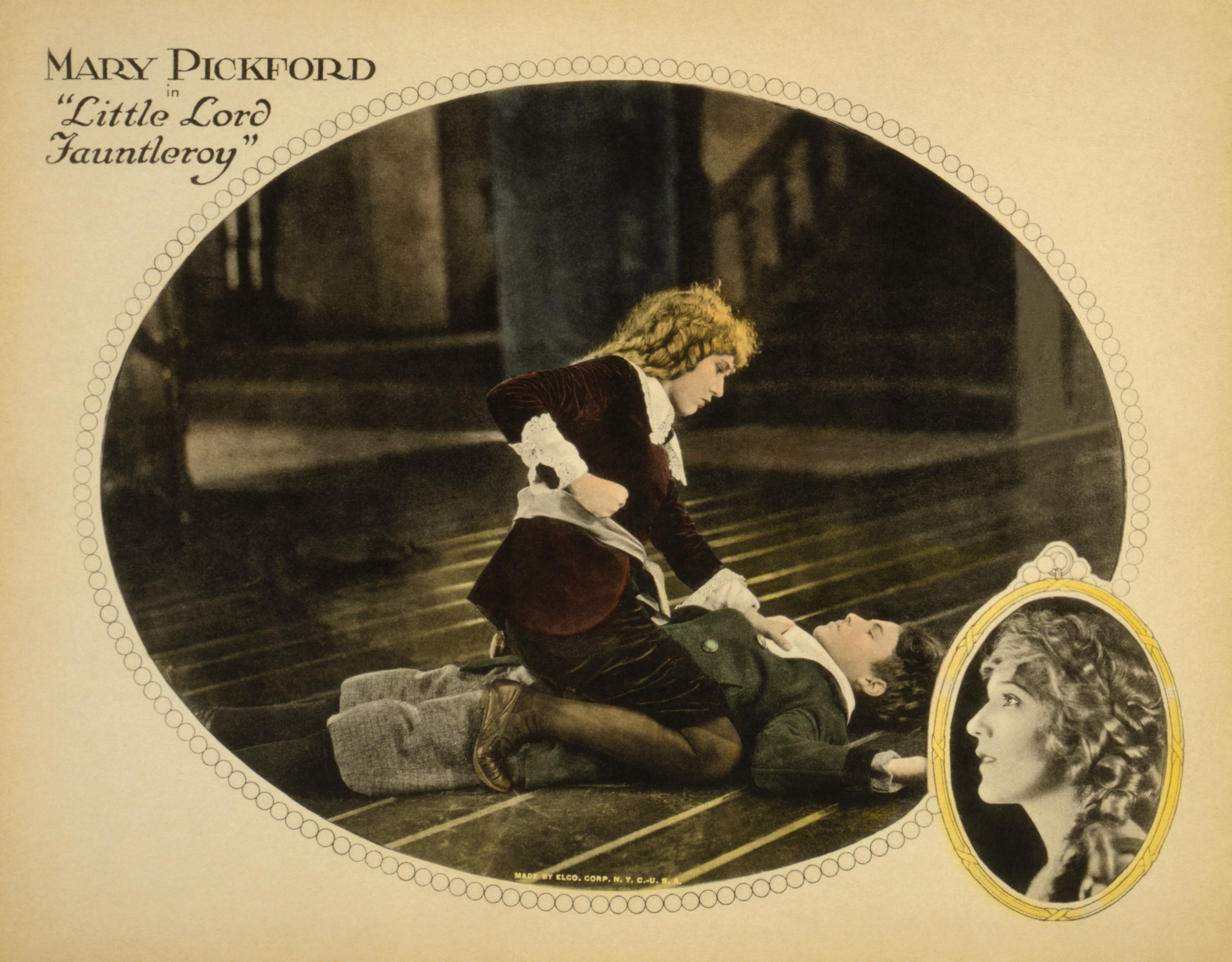
1921 الأمير الصغير

بعد وفاة ابنها الأول ليونيل بمرض السل في عام 1890 انصدمت بفقدان ابنها ودخلت في العوالم الروحانية وجدت من خلالها السرور العظيم في التعامل مع حزنها عملت بتصوف
وصاغت بعض أفكارها في روايتها الحديقة السرية حيث تروي فيها قصة الولد الذي كان طول الوقت عاجزا عن شفاء نفسه ويحاول التشافي بواسطة التفكير الإيجابي)).
في أثناء الحرب العالمية الأولى كتبت السيدة برنيت ارائها فيما حدث في الحرب في رواية قصيرة باسم العرق الأبيض.
عاشت فرانسيس هودجسون برنيت حياة دامت 17 عام في بلاندوم في نيويورك، وفي النهاية
دفنت في مقبرة روسلين، بالقرب من أبنها.

## رسوم متحركة تم عرضها من روايات فرانسيس هودسون برنيت
+رواية ((الأميرة الصغيرة)) التي حولت إلى مسلسل تلفزيوني بعنوان سالي
+رواية ((الحديقة السرية))التي حولت إلى مسلسل تلفزيوني بعنوان الحديقة السرية
+رواية «((اللورد الصغير فونتلروي))» التي حولت إلى مسلسل تلفزيوني بعنوان الفتى النبيل

## روابط خارجية
- فرانسيس هودسون برنيت على موقع IMDb (الإنجليزية)
- فرانسيس هودسون برنيت على موقع الموسوعة البريطانية (الإنجليزية)
- فرانسيس هودسون برنيت على موقع ألو سيني (الفرنسية)
- فرانسيس هودسون برنيت على موقع ميوزك برينز (الإنجليزية)
- فرانسيس هودسون برنيت على موقع أول موفي (الإنجليزية)
- فرانسيس هودسون برنيت على موقع قاعدة بيانات برودواي على الإنترنت (الإنجليزية)
- فرانسيس هودسون برنيت على موقع قاعدة بيانات الأفلام السويدية (السويدية)
- فرانسيس هودسون برنيت على موقع إن إن دي بي (الإنجليزية)
- فرانسيس هودسون برنيت على موقع ديسكوغز (الإنجليزية)
- فرانسيس هودسون برنيت على موقع قاعدة بيانات الفيلم (الإنجليزية)